# David Grylls
David Miles Grylls (Detroit, 29 settembre 1957) è un ex pistard statunitense.

## Palmarès

### Olimpiadi
- 1 medaglia:
  - 1 argento (Los Angeles 1984 nell'inseguimento a squadre)

### Giochi panamericani
- 1 medaglia:
  - 1 oro (Caracas 1983 nell'inseguimento individuale)